# Байтелі
Байтелі́ (каз. Байтелі) — село у складі району Турара Рискулова Жамбильської області Казахстану. Входить до складу Акбулацького сільського округу.
У радянські часи село називалося «Отділення № 1 совхоза Ленінський» або 40 літ Побєди.
Населення — 274 особи (2021; 695 у 2009, 599 у 1999, 577 у 1989).